# Letopisy rodu Shannara
Letopisy rodu Shannara (v anglickém originále The Shannara Chronicles) je americký fantasy televizní seriál vysílaný společnosti MTV. Jeho tvůrci jsou Alfred Gough a Miles Millar. Předlohou je fantasy sága Shannara spisovatele Terryho Brookse, především pak náměty z románu Shannarův meč: Shannarovy magické elfeíny. Seriál se natáčí v aucklandských filmových ateliérech a na Novém Zélandu. Úvodní díl seriálu měl celosvětovou premiéru dne 5. ledna 2016, kdy byl vysílán v USA na kanálech MTV, MTV2, TeenNick a TV Land. První série odstartovala 5. ledna 2016 a skončila pak 1. března 2016, když měla celkově 10 epizod. Dne 20. dubna 2016 oznámili producenti vznik 2. série seriálu, která měla premiéru 10. října 2017.

## Obsazení

### Hlavní postavy
- Austin Butler - Wil Ohmsford
- Poppy Drayton - Amberle Elessedilová (1. řada; 2. řada vedlejší postava)
- Ivana Baquero - Eretria
- Manu Bennett - Allanon / Černý mág
- Aaron Jakubenko - Ander Elessedil
- Marcus Vanco - Bandon
- Malese Jow - Mareth Ravenlocková (2. řada)
- Vanessa Morgan - Lyria (2. řada)
- Gentry White - Garet Jax (2. řada)

### Vedlejší postavy
- James Remar - Cephelo (1. řada)
- Daniel MacPherson - Arion Elessedil (1. řada)
- Emelia Burns - velitelka Diana Tiltonová (1. řada)
- Jed Brophy - Dagda Mor (1. řada)
- Brooke Williams - Catania
- John Rhys-Davies - Eventine Elessedil (1. řada)
- Mark Mitchinson - Flick Ohmsford
- Jared Turner (1.řada) a Glen Levy (2. řada) - Slanter
- James Trevena-Brown - kapitán Crispin Edensong (1. řada)
- Andrew Grainger - Cogline (2. řada)
- Desmond Chiam - generál Riga (2. řada)
- Erroll Shand - Valcaa (2. řada)
- Caroline Chikezie - královna Tamlin (2. řada)

## Vysílání
| Řada | Díly | Premiéra v USA | Premiéra v USA     | Premiéra v ČR  | Premiéra v ČR      |
| Řada | Díly | První díl      | Poslední díl       | První díl      | Poslední díl       |
| ---- | ---- | -------------- | ------------------ | -------------- | ------------------ |
| 1    | 10   | 5. ledna 2016  | 1. března 2016     | 26. září 2016  | 28. listopadu 2016 |
| 2    | 10   | 11. října 2017 | 22. listopadu 2017 | 29. dubna 2018 | 2. června 2018     |